# Lucy Spoors
Lucy Spoors (* 24. Dezember 1990 in Christchurch) ist eine neuseeländische Ruderin. Sie war Weltmeisterin 2019, Olympiazweite 2020 und Olympiasiegerin 2024.

## Karriere
Lucy Spoors begann 2005 auf dem College in Christchurch mit dem Rudersport und gehört seither dem Canterbury Rowing Club an. Bei den Junioren-Weltmeisterschaften 2007 erreichte sie mit dem Doppelvierer den sechsten Platz, bei den Junioren-Weltmeisterschaften 2008 siegte sie mit dem Vierer ohne Steuerfrau. 2009 trat sie erstmals bei den U23-Weltmeisterschaften an und belegte den vierten Platz mit dem Doppelvierer, 2010 folgte der zehnte Platz. Bei den Weltmeisterschaften 2010 trat Lucy Spoors erstmals in der Erwachsenenklasse an und belegte zusammen mit Genevieve Behrent, Alexandra Burnside und Zoe Stevenson den vierten und letzten Platz in der damals nichtolympischen Bootsklasse Vierer ohne Steuerfrau. 2011 belegte sie mit dem Doppelvierer den vierten Platz bei den U23-Weltmeisterschaften, 2012 gewannen die Neuseeländerinnen Bronze in der Besetzung  Olivia Loe, Genevieve Behrent, Lucy Spoors und Linda Matthews.
2014 erreichte Spoors mit dem Doppelvierer zweimal den dritten Platz im Weltcup. Bei den Weltmeisterschaften 2014 in Amsterdam belegte der neuseeländische Doppelvierer den fünften Platz. Ein Jahr später bei den Weltmeisterschaften 2015 verpassten die Neuseeländerinnen mit dem sechsten Platz knapp die direkte Olympiaqualifikation. Bei der letzten Qualifikationsregatta 2016 in Luzern belegte der neuseeländische Doppelvierer den dritten Platz, nur die ersten beiden waren qualifiziert.
2017 wechselte Lucy Spoors in den neuseeländischen Achter. Der Achter gewann beim Weltcup in Posen und erreichte beim Weltcup-Finale in Luzern den zweiten Platz. Bei den Weltmeisterschaften 2017 in Sarasota siegte das Boot aus Rumänien vor den Kanadierinnen und den Neuseeländerinnen. 2018 belegte sie mit dem Achter den zweiten Platz in Linz-Ottensheim und siegte in Luzern. Bei den Weltmeisterschaften in Plowdiw ruderten die Neuseeländerinnen auf den siebten Platz. Im Jahr darauf belegten sie beim Weltcup in Posen den vierten Platz und siegten in Rotterdam. In Linz-Ottensheim bei den Weltmeisterschaften 2019 gewannen die Neuseeländerinnen vor den Australierinnen und dem Boot aus den Vereinigten Staaten. Bei den Olympischen Spielen in Tokio gewann der neuseeländische Achter die Silbermedaille mit 0,91 Sekunden Rückstand auf die Kanadierinnen.
Nach einem Jahr Pause kehrte Spoors 2023 im Doppelzweier zurück. Zusammen mit Brooke Francis belegte sie den fünften Platz bei den Weltmeisterschaften in Belgrad. 2024 bei den Olympischen Spielen in Paris ruderten Spoors und Francis zur Goldmedaille vor den rumänischen Titelverteidigerinnen.
Lucy Spoors hat ein Linguistik-Studium an der Massey University abgeschlossen.